# Paweł Postaremczak
Paweł Postaremczak (* 29. Juni 1980) ist ein polnischer Jazzmusiker (Tenor- und Sopransaxophon, auch Piano).
Postaremczaki stammt aus Poznań und ist seit den 2000er Jahren in der polnischen Jazz- und Improvisationszene aktiv. 2008 nahm er mit der Band Snowman das Album Lazy (Kartel Music) auf. Er war Mitglied in den Formationen Hera um den Klarinettisten Wacław Zimpel, Mr. Zoob und Emergency; außerdem war er als Film- und Theater-Musiker tätig (Walizka von Małgorzata Sikorska-Miszczuk). Er arbeitet unter anderem im Trio mit Ksawery Wójciński und Klaus Kugel, mit dem er 2011 und 2012 auf dem Tzadik-Festival in Posen auftrat und 2012 das Album Affinity einspielte. Mit dem Akkordeonisten Robert Kusiołek bildet er ein Duo und spielte mit Janusz Stefański und Mark Tokar. Postaremczak lebt in Warschau.

## Diskographische Hinweise
- Snowman – Lazy (2008)
- Snowman – The Best Is Yet To (2011)
- Hera – Hera (2009)
- Hera – Where My Beloved Is (2011)
- Affinity – Affinity (2012)